# Emmanuel Agim
Emmanuel Akomaye Agim (* 26. April 1960 in Obudu, Bundesstaat Cross River) ist ein nigerianischer Anwalt und Richter und war Oberster Richter (Chief Justice of the Gambia) am Obersten Gerichtshof von Gambia.

## Leben
Agim erwarb seinen ersten Abschluss an der University of Calabar (LLB mit Auszeichnung), anschließend einen Bachelor of Laws (BL) an der Nigerian Law School in Lagos und anschließend einen Master of Laws (LLM) an der University of Wolverhampton, Vereinigtes Königreich. Er wurde am 15. Oktober 1986 als Rechtsanwalt zugelassen.
Agim trat in Gambia erstmals um 2001 als Direktor der Staatsanwaltschaft in der Kanzlei des Generalstaatsanwalts in Erscheinung. Er wurde 2006 zum Präsidenten des Berufungsgerichts der Republik Gambia und von 2009 bis 2013 zum Obersten Richter von Gambia ernannt, und während seiner Amtszeit als Oberster Richter von Gambia wurde er von 2010 bis 2014 zum Obersten Richter von Swasiland (heute Eswatini) ernannt. Richter Agim wurde 2012 in seine Heimat zurückgerufen, um Nigeria als Richter am Berufungsgericht zu dienen, und am 6. November 2020 wurde er auf die Richterbank des Obersten Gerichtshofs von Nigeria berufen. Agima wurde am 30. Dezember 2016 als Richter am Obersten Gerichtshof von Gambia vereidigt, um den Antrag von Präsidenten Yahya Jammeh auf Aufhebung des Ergebnisses der Präsidentschaftswahl von 2016 anzuhören. Er wurde zusammen mit den nigerianischen Richtern Habeeb A. O. Abiru,  Abubakar Tijani, Obande Festus Ogbuinya  und Abubakar Datti Yahaya sowie den aus Sierra Leone stammenden Richter Nicholas Colin Brown vereidigt.

## Ämter
Agim hatte folgende Ämter:
- Oberster Richter der Republik Gambia
- Richter am Obersten Gerichtshof von Gambia
- Vorsitzender des Allgemeinen Rechtsrats
- Mitglied des Rates der Obersten Richter der ECOWAS
- Vorsitzender des Programmausschusses für den Aufbau juristischer Kapazitäten, Gambia
- Vorsitzender der Kommission für den Justizdienst von Gambia
- Amtierender Richter am Obersten Gerichtshof von Gambia
- Präsident des Berufungsgerichts der Republik Gambia
- Amtierender Oberster Richter der Republik Gambia während der kurzen Abwesenheit des damaligen Obersten Richters
- Vorsitzender des Nationalen Rates für Rechtsberichterstattung von Gambia
- Mitglied der Kanzlei der Republik Gambia
- Judge Advocate am Militärgericht von Gambia
- Direktor der Staatsanwaltschaft im Justizministerium der Republik Gambia
- Leitender Rechtsanwalt, Veritas Chambers, Agoja Road Nr. 1A, Obudu, Cross River, Nigeria
- Vorsitzender der nigerianischen Anwaltskammer, Zweigstelle Ogoja, Bundesstaat Cross River Nigeria
- Sekretär der nigerianischen Anwaltskammer, Zweigstelle Ogoja, Bundesstaat Cross River, Nigeria
- Mitglied des Vorstands der staatlichen Estates Limited im Bundesstaat Cross River

## Schriften/Veröffentlichungen
- Mitautor der Commonwealth-Richtlinien für die Behandlung von Opfern
- Guidelines for the treatment of victims of crime: best practice. Commonwealth Secretariat, London 2003, ISBN 0-85092-725-0 (englisch).
- Mitautor von „Pre-Trial Criminal Processes in the Commonwealth States – The Gambia Experience“ (2005, Banjul, LCCN 2007-327724)
- Gambisches Rechtssystem, kritische Perspektiven und alternative Realitäten[5]

## Mitgliedschaften
Agim ist Mitglied folgender Organisationen:
- Mitglied der International Bar Association
- Mitglied der International Panel Association
- Mitglied der Association of Lawyers for the Defence of the Unborn
- Mitglied der Nigerian Bar Association
- Mitglied der Commonwealth Magistrates & Judges Association
- Mitglied der World Jurist Association

## Auszeichnungen und Ehrungen
- 2007: Schirmherr der nigerianischen Gemeinschaft Gambias – verliehen von der nigerianischen Gemeinschaft anlässlich des nigerianischen Unabhängigkeitstages in Gambia
- 2008: Order of the Republic of The Gambia im Rang eines „Officer“ (ORG Honorary)
- 2008: Besondere Anerkennung für seine herausragende akademische Leistungen im Rechtswesen durch das African Insurance Institute, Gambia, während der Einberufung und der Feier zum 25-jährigen Jubiläum